# Władimir Mazałow
Władimir Mazałow (ur. 1954 w Magnitogorsku) – rosyjski matematyk, profesor, doktor nauk fizycznych i matematycznych.

## Życiorys
W 1976 roku ukończył studia na Wydziale Matematyki Stosowanej Petersburskiego Uniwersytetu Państwowego. W 1981 r. obronił pracę magisterską na temat zastosowań optymalnego zatrzymywania procesów stochastycznych. W latach 1980–84 pracował w Katedrze Matematyki Stosowanej Politechniki w Czycie (Syberia), a następnie od 1984-1994 r. był dyrektorem laboratorium modelowania matematycznego w Instytucie Zasobów Naturalnych Rosyjskiej Akademii Nauk w Czycie. W 1991 r. obronił pracę doktorską pt. „Metody optymalnego zatrzymania w optymalizacji i minimaxu”. Od 1999 roku pracuje w Karelskim Centrum Badań Rosyjskiej Akademii Nauk gdzie jest dyrektorem Instytutu Metod Matematycznych.
Zajmuje się teorią gier i badaniami operacyjnymi.
Jest zastępcą redaktora naczelnego międzynarodowego czasopisma „The Game Theory and Applications” (Nova sci. Pbl. NY, USA), członkiem komitetu redakcyjnego czasopism matematycznych: „Scientiae Mathematicae Japonica” (Mathematical Association of Japan), „International Game Theory Review” (WS Pbl., Singapur, Londyn). Od 2016 jest prezydentem  Międzynarodowego Towarzystwa Gier Dynamicznych (ISDG).

## Publikacje
- V.V. Mazalov, Julia Chirkova: Networking Games. Network Forming Games and Games on Networks.. New Yorsk: Academic Press, 2019, s. 322. ISBN 978-0-12-816551-5. (ros.).
- В. В. Мазалов, Ю.В. Чиркова: Сетевые игры. Санкт-Петербург – Москва – Краснодар: Лань., 2018, s. 320. (ros.).
- V.V Mazalov: Mathematical Game Theory and Applications. New York: Wiley, 2014, s. 432. ISBN 978-1-118-89962-5.
- В. В. Мазалов, А. Э. Менчер, Ю. С. Токарева: Переговоры. Математическая теория. Санкт-Петербург – Москва – Краснодар: Wiley, 2012, s. 304. ISBN 978-5-8114-1374-4. (ros.).